# Вулиця Юрія Шевельова (Харків)
Вулиця Юрія Шевельова — вулиця у Харкові, у Шевченківському районі, в історичній місцевості Шатилівка. Йде паралельно проспекту Науки, від Кримської до Саржинскої вулиці.

## Розташування
Вулиця йде паралельно проспекту Науки, східніше від нього, перетинаючи Шатилівку з півдня на північ. Починається перехрестям з Кримською вулицею. Перетинає вулиця Євгенія Єніна, Ляпунова, Європейську, Професора Отамановського, Дмитра Антоненка. Закінчується біля Саржиного Яру перехрестям з Саржинскою вулицею.
Вулиця асфальтована, рух двосторонній. Вулиця забудована приватними будинками.

## Історія
Спочатку носила назву вулиця Толстого або Толстовська вулиця на честь російського письменника Льва Толстого. До 1927 року була перейменована на вулицю Червоного Льотчика. На час німецької окупації (1942—1943) вулиці повернули історичну назву.
В 2015 році в межах декомунізації обговорювалась ідея перейменування вулиці Червоного Льотчика на Толстовську, але на громадських слуханнях жителі району виступили проти. Зрештою, 17 травня 2016 року вулицю перейменували на вулицю Юрія Шевельова на честь філолога Юрія Володимировича Шевельова (1908—2002), автора періодизації історії української мови, уродженця Харкова. Таблички зі старою назвою вулиці тривалий час продовжували висіти на будівлях і буди зняті тільки в 2024 році.